# Israelische Botschaft in Kiew
Die Botschaft des Staates Israels in Kiew ist die offizielle diplomatische Vertretung des Staates Israel in der Ukraine mit Sitz in der ukrainischen Hauptstadt Kiew.

## Geschichte
Israel erkannte die Unabhängigkeit der Ukraine am 25. Dezember 1991 an, die diplomatischen Beziehungen wurden am 26. Dezember 1991 aufgenommen und die Botschaft 1993 eröffnet. Neben der Botschaft in Kiew hat Israel auch ein Konsulat in Lwiw im Westen der Ukraine. Erster Botschafter in der Ukraine war von 1993 bis 1997 Zvi Magen, gefolgt von Anna Azari (1998–2003). Derzeitiger Botschafter ist seit 2018 Joel Lion (יואל ליאון).

## Lage
Die israelische Botschaft befindet sich im Kiewer Stadtbezirk Petschersk auf dem Lessja-Ukrajinka-Boulevard Nr. 34.